# Millville (Indiana)
Millville é uma área não incorporada no Município de Liberty, Condado de Henry, Indiana.